# Tumpang Krasak
Tumpang Krasak is een bestuurslaag in het regentschap Kudus van de provincie Midden-Java, Indonesië. Tumpang Krasak telt 6257 inwoners (volkstelling 2010).